# Schönau im Schwarzwald
Schönau im Schwarzwald je naselje sa statusom grada u okrugu Lörrachu u Baden-Württembergu, u Njemačkoj. Nalazi se u Schwarzwaldu, na rijeci Wiese, 35 km sjeveroistočno od švicarskog Basela i 23 km južno od Freiburga.
U njemu je rođen nogometni trener Joachim Löw, koji je s Njemačkom na SP u Brazilu 2014., postao svjetski prvak.

## Vanjske poveznice
- Službena stranica (njem.)